# Públio Postúmio Tuberto
Públio Postúmio Tuberto (em latim: Publius Postumius Tubertus) foi o primeiro patrício da gente Postúmia a se eleger cônsul, em 505 a.C., o quinto ano da República Romana. Foi eleito novamente, em 503 a.C., com Agripa Menênio Lanato.

## História
Junto com seu colega, Marco Valério Voluso, Postúmio lutou  contra os sabinos, que foram decisivamente derrotados em Tibur (moderna Tivoli, Itália), o que lhe valeu um triunfo.
Postúmio foi cônsul novamente em 503. Segundo Lívio, ele lutou contra e derrotou os auruncos e a cidade de Pomécia, ganhando o seu segundo triunfo. Outras autoridades afirmam que le lutou contra os sabinos novamente, a princípio sem muito sucesso, mas finalmente conseguindo a vitória, ganhando uma ovação (um triunfo menor), celebrado em 3 de abril de 503. Esta foi a primeira vez que esta honra foi concedida a um magistrado da República Romana.
Em 494 a.C., Postúmio foi um dos dez embaixadores enviados pelo Senado Romano para tratar com os plebeus reunidos no Monte Sagrado durante a primeira secessão. Os enviados conseguiram negociar com sucesso, perdoando alguns dos débitos plebeus e estabelecendo o cargo de tribuno da plebe (em latim: Tribuni Plebis), que detinha o poder de vetar atos dos magistrados e do Senado.
Como resultado de seus atos e sua reputação, Postúmio e seus descendentes receberam o privilégio de serem enterrados no interior das muralhas de Roma.